# 米夏埃尔·吉伦
米夏埃尔·安德烈亚斯·吉伦（德語：Michael Andreas Gielen，1927年7月20日—2019年3月8日）是一位奥地利指挥家和作曲家。他在歌剧院和音乐会中推广了当代音乐。
他在阿根廷长大，最初在维也纳工作，担任瑞典皇家歌剧院的音樂總監（GMD）。他进行了举世瞩目的首演，例如利盖蒂·捷尔吉的安魂曲，卡尔海因茨·施托克豪森的《方》，贝尔恩德·阿洛伊斯·齐默尔曼的歌剧《士兵们》和《一位年轻诗人的安魂曲》。1977年到1987年期间，他执导了法兰克福歌剧院（Oper Frankfurt），安设了更多现代歌剧，赢得了汉斯·诺伊恩费尔斯和露特·贝格豪斯之类的舞台导演，并复兴了施雷克的《命中注定》等歌剧。在他的时代，法兰克福歌剧院成为领先的歌剧院之一。
吉伦还是比利时国家乐团（1969–1973），辛辛那提交响乐团（1980–1986）和西南广播电台巴登巴登与弗莱堡交响乐团（1986–1999）的首席指挥。作为作曲家，他按照第二维也纳乐派的传统创作，经常将现代文学与音乐联系起来。他的作品首演常与琼·卡罗尔，西格弗里德·帕尔姆，阿洛伊斯·康塔斯基和拉萨尔四重奏等表演者合作。

## 生平

### 早年
吉伦由罗泽（原姓施托伊尔曼）和约瑟夫·吉伦生于德累斯顿。他的父亲自1924年起于德累斯顿国家剧院担任话剧和歌剧导演，他执导了库尔特·魏尔和乔治·凯泽歌剧《主角》1926于森柏歌劇院的首演。他的母亲罗泽来自桑博尔（之后属于奥匈帝国，现在属于乌克兰）的一个犹太家庭。她是一名演员，在他们的一个孩子卡萝拉出生后停止了演艺生涯，但之后偶尔露面，比如和她的弟弟，钢琴家爱德华·施托伊尔曼一同参与阿诺德·勋伯格《月迷彼埃罗》1919年于德累斯顿的首演，她担任演讲者。年幼的米夏埃尔从1934年开始就读于一所经过改革的学校，直到被纳粹关闭。两个孩子都接受了洗礼，并成长为天主教徒以抵抗纳粹的灌输。
出於納粹當局的統治政策逐漸收緊，吉倫的童年因而輾轉於各地。1936年，克萊門斯·克勞斯邀请约瑟夫·吉伦来到柏林國立歌劇院，在那里米夏埃尔上了一年的小学，之后就读于奥古斯塔女王中学。当他父亲的合同于1937年取消时，他在维也纳的城堡剧院找到了一个职位。1938年，一家人搬到了那里。米夏埃尔继续念中学并学习钢琴。约瑟夫·吉伦于1938年和1939年在阿根廷布宜诺斯艾利斯的哥伦布剧院成功地执导了一些演出，并为妻子和两个孩子取得了移民证件。1940年，一家人前往阿根廷，抛弃了他们大部分的财产。

### 职业生涯
吉伦以钢琴家的身份开始他的职业生涯。他在布宜諾斯艾利斯师从埃尔温·洛伊希特。20岁时，作为哥伦布剧院的一名声乐指导，他在威廉·富特文格勒指挥的一次以当时的范式进行的的巴赫的《马太受难曲》的表演中担任宣叙调的钢琴伴奏者。1949年，他成为了第一批阿诺德·勋伯格的全部钢琴作品的演奏者。
1950年，吉伦搬到了维也纳，在那里他的父亲成为了城堡剧院的导演。米夏埃尔·吉伦则担任指挥和声乐指导，他于1954年到1960期间指挥维也纳国立歌剧院，协助卡尔·伯姆、赫伯特·冯·卡拉扬和克萊門斯·克勞斯等指挥家。他在歌剧院之外也指挥当代音乐。

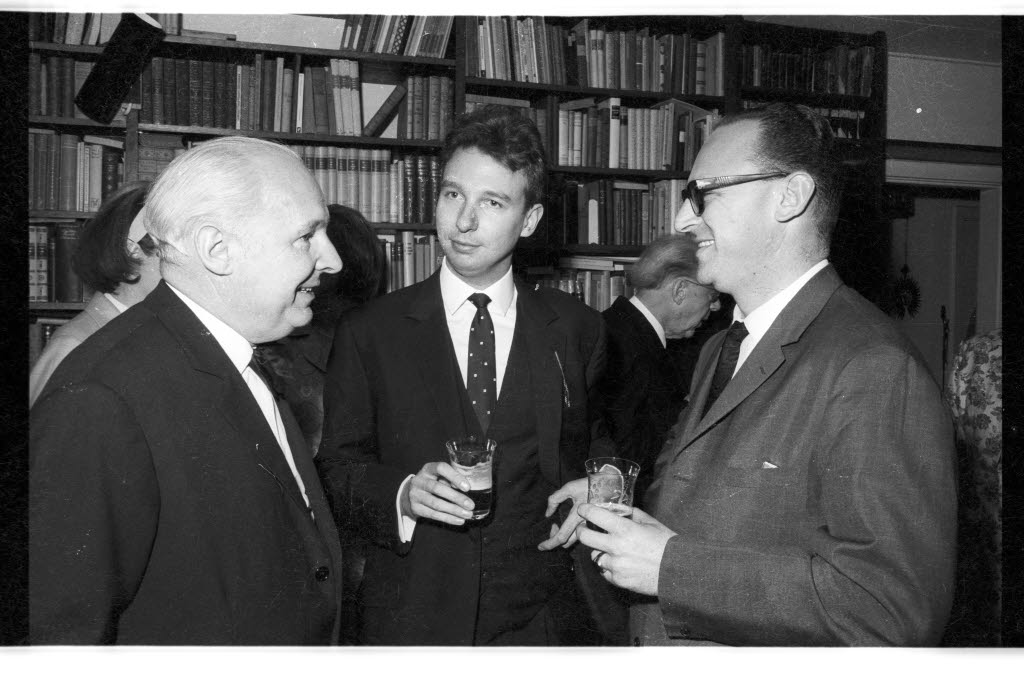
阿里贝特·赖曼（中）《梦幻剧》首演后的吉伦（右），1965年6月

他的下一个歌剧方面的职位是在瑞典皇家歌剧院第一次担任音樂總監（GMD），自1960年至1965年。他指挥了斯特拉文斯基的《浪子的历程》，英格玛·伯格曼将其诠释为激进的基督受难（radikalisierte christliche Passion）。当时作曲家在场。
1965年，他开始自由职业式的指挥生涯。同年，他在科隆首演了贝尔恩德·阿洛伊斯·齐默尔曼的歌剧《士兵们》，一部曾被认为无法表演的作品。他于1965年6月20日在基尔歌剧院首演了阿里贝特·赖曼的歌剧《梦幻剧》。之后，他与荷兰国家歌剧院签了合同。
1967年到1987年期间，吉伦担任法蘭克福歌劇院的音乐总监，在那里他与戏剧顾问克劳斯·策厄莱因一同工作，发展更加当代的歌剧。1979年，他在那里复兴了施雷克的歌剧《命中注定》，其首演是在1918年，于法兰克福。他在法兰克福的期间，之后被称为“吉伦时代”，他与一些舞台导演合作，例如他与汉斯·诺伊恩费尔斯合作演出了威尔第的《阿依達》，与露特·贝格豪斯合作演出了瓦格纳的《尼伯龙根的指环》。这段时间也被描述为 Ära Gielen/Zehelein（吉伦/策厄莱因时代）并使得法兰克福歌剧院成为国际认可的歌剧院。
吉伦也担任过比利时国家乐团（1969-73）和辛辛那提交响乐团（1980-86）的首席指挥。他与1986年到1999年担任西南广播电台巴登巴登与弗莱堡交响乐团的指挥，并让其成为领先的首演乐团，尤其是多瑙埃兴根音乐节。1991年，他开始在柏林与柏林國立歌劇院和柏林交响乐团（现称柏林音乐厅管弦乐团）合作。
他精通最复杂的当代乐谱，且指挥了许多首演，包括赫尔穆特·拉亨曼的《法萨德》和《声音阴影——我的弦乐游戏》，利盖蒂·捷尔吉的安魂曲，以及卡尔海因茨·施托克豪森的《方》。他于1969年在杜塞尔多夫首演了齐默尔曼的《一位年轻诗人的安魂曲》。1973年，他录制了勋伯格的歌剧《摩西与亚伦》，作为同名电影的配乐。
2014年10月，吉伦宣布由于一些健康原因他结束指挥生涯，尤其是严重恶化的视力。2019年3月8日，他于奥地利蒙德塞逝世，死因是肺炎。

## 獲獎與榮譽
- 1985：黑森文化奖（英语：Hessian Cultural Prize）[15]
- 1986：狄奥多·W·阿多诺奖（英语：Theodor W. Adorno Award）[1]
- 1999：法兰克福音乐奖（英语：Frankfurter Musikpreis）[15]
- 2006：杜伊斯堡音乐奖（英语：Duisburger Musikpreis）[15]
- 2010：恩斯特·冯·西门子音乐奖[1][8]
- 2010年6月：德意志联邦共和国勋章[16]

## 評價
吉倫被認為是學者氣質較重的藝術家，對大部分的作品採取客觀的取徑，評論者認為他並不擅於感性的詮釋。「即使布魯克納也有唱歌跳舞的一刻，然而他以一種可說是匠氣的演奏方式剝奪了這個選項。」吉倫相當堅持己見，「我認為，我所聽到的總是比我的同事要可信，而愚笨的演奏是最可怕的事情。」他在推廣當代音樂方面不遺餘力，經常安排聽眾一般認為較為激進的作品與古典主義的作品同場演出，例如魏本的《六首管弦樂小品》與舒伯特的《蘿莎蒙德》等，不過這樣的作法時常引起議論。在自傳中，吉倫自述為第二維也納學派和當代音樂的倡導者，且希望後人以此銘記。

## 作品節選

### 作曲
吉伦在1946年开始作曲，并在他指挥生涯期间笔耕不辍。他被第二维也纳乐派的创作传统影响，而他的小作品包括让·阿尔普、保羅·克洛岱爾、斯特凡·乔治和巴勃罗·聂鲁达诗歌的改编。他改编自让·阿尔普诗歌的作品《钟声走错了轨道》于1970年在薩爾廣播节“20世纪的音乐”上首演，表演者包括女高音琼·卡罗尔，大提琴家西格弗里德·帕尔姆，钢琴家阿洛伊斯·康塔斯基，威廉·布鲁克，克里斯托夫·卡斯克尔和作曲家本人。他的弦乐四重奏《旧的记忆》（Un vieux souvenir）改编自波德莱尔的《恶之花》，作于1983年，于1985年在辛辛那提由拉萨尔四重奏首演。
柏林艺术学院将他的作品列出如下：
- 1946年 小提琴奏鸣曲
- 1948年 为低音提琴和钢琴而作的《独往独来者》，改编自弗里德里希·尼采
- 1949年 为弦乐四重奏而作的《变奏曲》
- 1950年 合唱变奏曲《基督使我们有福（英语：Christus der uns selig macht）》
- 1954年 为男中音、弦乐、钢琴、定音鼓和长号而作的《音乐1954》
- 1959年 《为40件乐器而作的变奏曲》，改编自斯特凡·乔治的四首诗歌，为合唱团和乐团而作
- 1960年–1963年 Pentaphonie "Un dia sobresale" – "Ein Tag tritt hervor"，改编自巴勃罗·聂鲁达
- 1967年–1969年 《钟声走错了轨道，根据汉斯·阿尔普诗歌改编的情节剧和过场音乐》
- 1971年–1974年 为乐团乐手和一名指挥而作的Mitbestimmungsmodell
- 1976年 为乐团而作的《克服恐惧的一些困难》
- 1983年 弦乐四重奏《旧的记忆》
- 1988年 为木管乐器，打击乐器和键盘乐器而作的《职责和志趣》
- 1989年 为三把大提琴而作的《回顾》
- 1991年 为大提琴独奏而作的奏鸣曲
- 2001年 为钢琴而作的《七乐章钢琴曲》

### 商業錄音
- 米夏埃爾·吉倫錄音全集，與SWR Symphony Orchestra Baden-Baden and Freiburg，由SWR Music出版